# Желудье
Желудье (бел. Жалуддзе) — посёлок в Столбунском сельсовете Ветковского района Гомельской области Белоруссии.

## Административное устройство
До 11 января 2023 года входил в состав Яновского сельсовета. В связи с объединением Столбунского, Малонемковского и Яновского сельсоветов Ветковского района Гомельской области в одну административно-территориальную единицу — Столбунский сельсовет, включен в состав Столбунского сельсовета.

## География

### Расположение
В 43 км на северо-восток от Ветки, 65 км от Гомеля.

## Транспортная сеть
Транспортные связи по просёлочной, затем автомобильной дороге Яново — Ветка. Планировка состоит из короткой, почти прямолинейной широтной улицы. Застройка деревянная, усадебного типа.

## История
Основан в начале XX века переселенцами из соседних деревень. В 1926 году в Будище-Столбунском сельсовете Светиловичского района Гомельского округа В 1931 году жители вступили в колхоз. 5 жителей погибли на фронтах Великой Отечественной войны. В 1959 году в составе совхоза «Яново» (центр — деревня Яново).

## Население

### Численность
- 2004 год — 6 хозяйств, 8 жителей.

### Динамика
- 1926 год — 15 дворов, 90 жителей.
- 1940 год — 25 дворов, 94 жителя.
- 1959 год — 138 жителей (согласно переписи).
- 2004 год — 6 хозяйств, 8 жителей.
- 2021 год – 4 жителя.